# 吉川昌之
吉川 昌之（よしかわ まさゆき、1959年6月 - ）は、日本の実業家。株式会社バンプレスト元代表取締役社長。

## 来歴
駒澤大学経営学部卒業。
2008年4月、株式会社バンプレストを設立し、代表取締役社長に就任。家庭用ゲームソフトと業務用ゲーム事業がゲームコンテンツSBUの主幹会社であるバンダイナムコゲームスへ移管・統合された。この再編により設立された新生バンプレストは、景品事業に専門特化した企画開発会社となる。
2014年、バンダイ（東京都台東区、上野和典社長）、メガハウス（台東区、奥山嚴 社長）とバンプレスト３社は、中国広東省広州市において「ONE PIECE」関連の模倣品を多数販売する6業者に対し、広州市工商行政管理局に行政摘発請求を行う。
2016年5月26日、一般社団法人日本アミューズメントマシン協会監事
2018年5月、バンダイ（川口勝社長）、メガハウス（奥山嚴社長）及びバンプレスト（吉川昌之社長）の3社は、中国広東省東莞市において「ワンピース」「ドラゴンボール」関連の模倣品を多数製造・販売する1業者に対し、東莞市橋頭鎮工商分局に行政摘発請求を行う。。同2018年6月に福田祐介が後任となる。